# فراير أليكساندرسون
فراير أليكساندرسون (18 نوفمبر 1982 بآيسلندا - ) هو مدرب كرة قدم ولاعب كرة قدم أيسلندي في مركز الدفاع. شارك مع منتخب آيسلندا لكرة القدم للسيدات. أما مع النوادي، فقد لعب مع Leiknir Reykjavík ‏.

## وصلات خارجية
- فراير أليكساندرسون على موقع قاعدة بيانات كرة القدم.إي يو (الإنجليزية)
- فراير أليكساندرسون على موقع عالم كرة القدم.نت (الإنجليزية)